# 神座
神座（しんざ）は神霊の座する場所。諸宗教によって観念・形態は異なる。

## 神道における神座
神道においてはその中心的施設である神社本殿の最奥部に設けられる場合が多く、神霊の依り代である神体（御霊代）を奉安し、神霊の常住する神社の最重要な部分として相応の装飾がなされるのが一般的である。また神社の原初形態としては祭祀を行う都度、山麓や川や泉、森林等を神聖な地と目して神籬や磐境を設け、或いは臨時の社殿を建立する等されていたが、後にそれらが常設化して本殿等の整備をみたものと考えられ、同時に祭祀の度に他所から迎える存在から常設化された神殿に常住して人々を守護する存在へと神観念も変化したものと考えられ、その結果神霊の依り代たる神体が必要とされ、それを奉安する常設の神座が形成されるに至ったものと想像される。従って、神座は何を神体とするかや本殿の建築様式等により多様な形態を採る。
神籬・磐座
社殿成立以前の形態を留めるもの。
御玉奈井（おんたまない）
「御玉居」とも書き、「玉」は美称なので「美わしき御座所」を意味する。伊勢神宮（三重県）や熱田神宮（愛知県）等の神明造に用いられる事が多く、伊勢神宮においては早くも延暦23年（804年）の『皇太神宮儀式帳』にその存在が窺える。則ち正殿（一般神社の本殿に相当）内に「御床（おんゆか）」が設けられ、生絁（生絹）の帳を天井に張ったり周囲に廻らしたりした設備があり、その「御床」は神宮の御霊代を納める御船代を安置する台座で、それを中心に帳を張り廻らした設備が御玉奈井であるという。御玉奈井の構造は四隅に土台を置いて柱を立てその上に格天井を構えて生絹を張ったもので、内部の御床は床几（腰掛け）を2脚を前後に並べてその上に茵を敷き、御船代を奉安して衾で覆う。
御帳台
平安時代の寝殿造の広間に構えられた帳を張った台に同じ物で、流造の社殿に多く、流造社殿と寝殿造の発生がほぼ同時期であることから採用されたものと考えられる。内部の構造は薦又は板鋪（いたじき）を敷いた上に浜床（はまゆか）、繧繝縁（うんげんべり）の厚畳（あつじょう）、八重畳（やえだたみ）、茵と重ねて行き、茵上に御霊代を奉安して衾で覆い、更に錦蓋（きんがい）で覆う。
御櫝（おとく）
権現造の社殿に多い。宮中御厨子所の食物棚に起源を持ち、前面に両開きの扉を付けたもの（「厨子」も参照）。内部には浜床を据え、厚畳、茵を重ね敷いた上に御霊代を奉安する。また、御櫝全体を衾等で覆う。
以上の他に、天皇の玉座である高御座を象ったものや（滋賀県日吉大社）、昼後座（ひのおまし）に象って繧繝縁の畳2帖を前後に並べ敷き、中央に茵を敷いた上に御霊代を奉安したり（宮城県鹽竈神社）、4脚の床子（しょうじ）の上に畳、茵を重ねて御霊代を奉安し、天井から錦蓋を垂らしたり（埼玉県氷川神社）、小規模な神殿を構えたり（大社造）、神輿を象ったり（香取神社）、といった形態がある。